# ТЕС Теверола (SET)
41°0′31″ пн. ш. 14°13′45″ сх. д. / 41.00861° пн. ш. 14.22917° сх. д.
ТЕС Теверола (SET) – теплова електростанція у центральній частині Італії у регіоні Кампанія, провінція Казерта. Використовує технологію комбінованого парогазового циклу.
Введена в експлуатацію у 2006 році, станція має один енергоблок потужністю 400 МВт. У ньому встановили одну газову турбіну потужністю 254 МВт, яка через котел-утилізатор живить одну парову турбіну з показником 137 МВт. Загальна паливна ефективність ТЕС становить 56%.
Як паливо станція використовує природний газ.
Зв’язок із енергомережею відбувається по ЛЕП, розрахованій на роботу із напругою 380 кВ.